# Okres Entremont
Okres Entremont (francouzsky District d’Entremont) je jedním z okresů kantonu Valais ve Švýcarsku. Jeho sídlem je Sembrancher.

## Poloha
Okres se rozkládá v jihozápadní části kantonu. Sousedí s Itálií a na jihozápadě také s Francií.

## Seznam obcí
| Znak               | Název obce         | Počet obyvatel (31. 12. 2022) | Rozloha (km²) | Hustota zalidnění (obyv./km²) |
| ------------------ | ------------------ | ----------------------------- | ------------- | ----------------------------- |
| Bourg-Saint-Pierre | Bourg-Saint-Pierre | 218                           | 89,80         | 2                             |
| Liddes             | Liddes             | 745                           | 58,65         | 13                            |
| Orsières           | Orsières           | 3237                          | 164,93        | 20                            |
| Sembrancher        | Sembrancher        | 1050                          | 17,68         | 59                            |
| Val de Bagnes      | Val de Bagnes      | 10 693                        | 301,91        | 35                            |
| Celkem (5)         | Celkem (5)         | 15 943                        | 632,97        | 25                            |